# 威廉·史密斯 (射击运动员)
威廉·史密斯（英語：William Smith，1877年5月11日—1953年3月12日），加拿大男子射击运动员。他曾代表加拿大参加1908年夏季奥林匹克运动会射击比赛，获得男子团体军用步枪铜牌。